# Max Mayer (calciatore)
Max Mayer (fl. XIX-XX secolo) è stato un calciatore svizzero, di ruolo centrocampista.

## Carriera
Nato in Svizzera si trasferì in Italia per giocare con il Genoa.
Tra le file rossoblu giocò tre stagioni: 1905, 1906 e 1909-1910 intervallati da tre anni di inattività.
Il suo esordio in rossoblu è datato 5 febbraio 1905, nel pareggio a reti bianche contro l'Andrea Doria. Nella prima stagione con il Genoa ottenne il secondo posto nel Girone nazionale, mentre in quella successiva il terzo.
Dopo tre stagioni di inattività torna al Genoa nella stagione 1909-1910, ottenendo il quarto posto nella classifica finale.
Dopo la sua ultima stagione tra i grifoni, egli tornò in patria, prima tra le file del San Gallo ed in seguito nel Basilea.
Con il San Gallo ottiene il terzo posto nel Girone Est della Serie A 1910-1911.
La stagione seguente passa al Basilea, con cui ottiene il quinto posto del Girone Centro.